# APS Panthrakikos
APS Panthrakikos – grecki klub piłkarski grający obecnie w trzeciej lidze, mający siedzibę w mieście Komotini, leżącym w północno-wschodniej części kraju.

## Historia
Klub został założony w 1963 roku. W latach 70. i 80. występował na szczeblu drugiej ligi. Pod koniec lat 90. spadł do trzeciej ligi, a w 1990 roku do czwartej. Natomiast w latach 1999-2003 grał w rozgrywkach ligi regionalnej. Jednak dzięki znalezeniu sponsora, w 2006 roku awansował do Beta Ethniki. W 2008 roku dzięki zajęciu 3. miejsca w niej po raz pierwszy w historii do pierwszej ligi. W sezonie 2008/2009 zajął 11. miejsce i utrzymał się w lidze.

## Reprezentanci kraju grający w klubie
- Mladen Kašćelan
- Zisis Tsekos
- Marios Agathokleous
- Robert Vágner
- Joseph Amoah
- Juan Velasco
- Okan Yılmaz

## Skład na sezon 2012/13
Stan na dzień: 20 czerwca 2013 roku
| Nr | Poz. | Piłkarz                 |
| -- | ---- | ----------------------- |
| 1  | BR   | Dimitris Koutsopoulos   |
| 2  | OB   | Christos Melissis       |
| 3  | PO   | Keynes Nouck Bong       |
| 5  | OB   | Giannis Stathis         |
| 6  | NA   | Marama Vahirua          |
| 7  | PO   | Ilias Michalopoulos     |
| 8  | PO   | Mladen Kascelas         |
| 9  | NA   | Dimitrios Papadopoulos  |
| 10 | PO   | Adrian Lucero           |
| 11 | NA   | Evangelos Kontogoulidis |
| 13 | OB   | Sofyane Cherfa          |
| 14 | PO   | Christos Mingas         |
| 15 | OB   | Jordão Diogo            |
| 17 | PO   | Juan Munafo             |
| 18 | OB   | Dionysis Makrydimitris  |
| 19 | NA   | Christos Tzanis         |

| Nr | Poz. | Piłkarz                |
| -- | ---- | ---------------------- |
| 20 | PO   | Deniz Baykara          |
| 21 | OB   | Giannis Christou       |
| 22 | PO   | Nikolaos Katharios     |
| 30 | BR   | Georgios Athanasiadis  |
| 32 | PO   | Giannis Goniadis       |
| 33 | OB   | Achilleas Sarakatsanos |
| 55 | OB   | Alexandros Poptsis     |
| 81 | BR   | Spyros Vrontaras       |
| 84 | PO   | Antonis Ladakis        |
| 88 | OB   | Dimitrios Skliopidis   |